# Dos Torres de Mercader
Dos Torres de Mercader es una localidad española del municipio de Castellote, perteneciente a la provincia de Teruel, en la comunidad autónoma de Aragón. En 2022 contaba con 23 habitantes.

## Historia

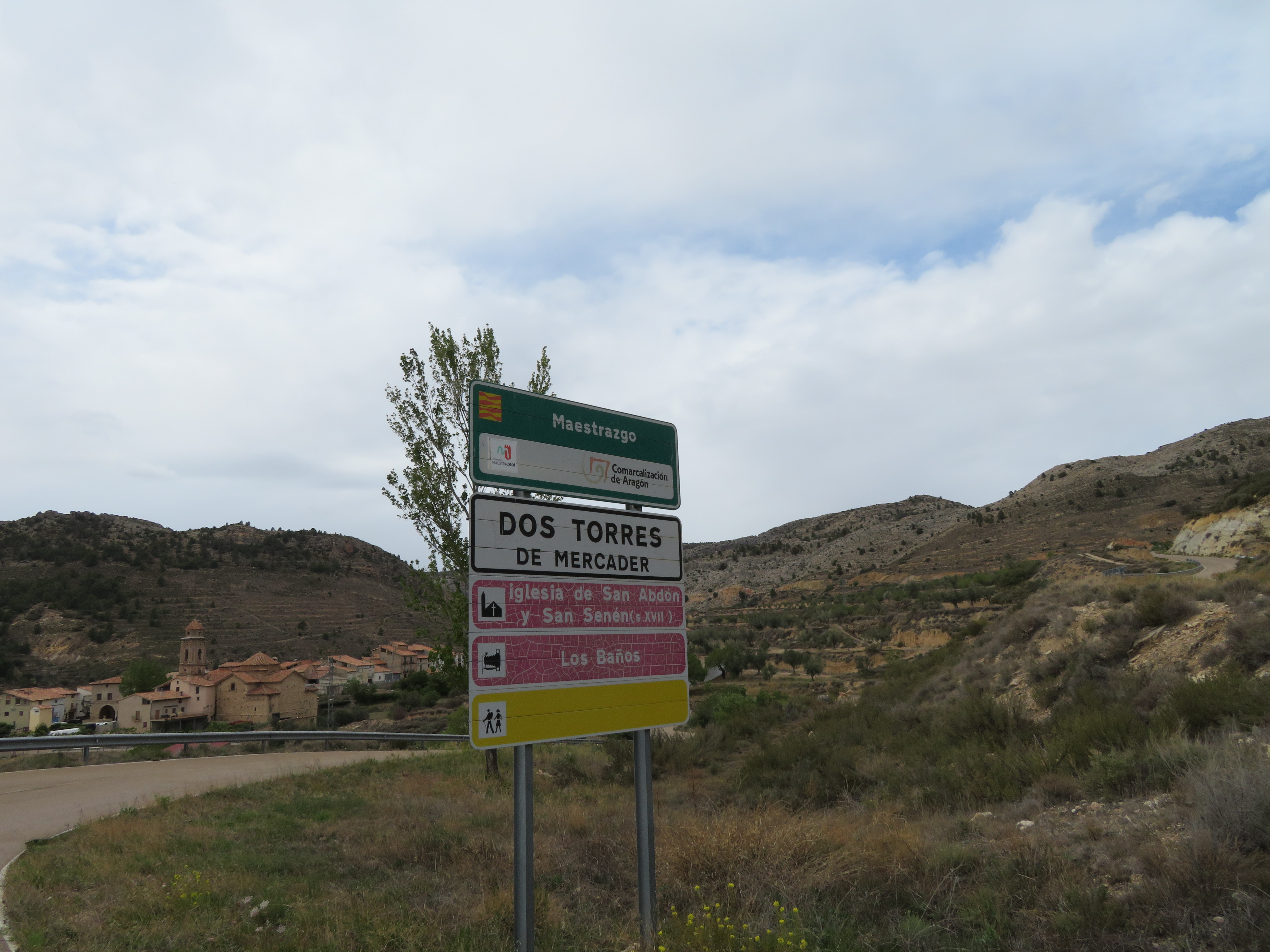
Carteles a la entrada

A mediados del siglo XIX, el lugar, por entonces con ayuntamiento propio, tenía contabilizada una población de 425 habitantes. Aparece descrito en el séptimo volumen del Diccionario geográfico-estadístico-histórico de España y sus posesiones de Ultramar de Pascual Madoz de la siguiente manera:

DOSTORRES: l. con ayunt. en la prov. de Teruel (19 leg.) part. jud. de Castellote (1 1/4), dióc., aud. terr. y c. g. de Aragon (Zaragoza 20). sit. á la falda de un monte llamado Mercader con libre ventilacion, especialmente del viento N. y clima sano aunque frio, y las enfermedades mas comunes, las herpes é hidropesias. Consta de 80 casas de mediana construccion, entre ellas la del ayunt., en cuyo local esta la cárcel y una escuela concurrida por muy pocos niños, dotada de los fondos de propios con 632 rs.; una igl. bajo la advocacion de los Santos Mártires, San Abdon y San Senen, servida por un párroco y un sacristan; y próximo al pueblo una ermita con el título de Sto. Cristo. El térm. confina al N. con el de Molinos (2 leg.); E. las Cuevas (1); S. Santolea y O. Castellote, ambos á igual distancia que el anterior; dentro de él hay porcion de fuentes de buenas aguas que aprovechan los vecinos para su uso, y le baña un arroyuelo que nace en térm. de la Cuevas de Cañart y corriendo de E. á O. se introduce en el de Sta. Olea. El terr. es estéril y por consiguiente poco productivo; tiene un monte bastante elevado, comun á todos los pueblos de la Bailia de Castellote. Los caminos conducen á las Cuevas, Castellote y demas puntos inmediatos, encontrándose en regular estado. El 
correo se recibe los viernes el de Teruel, de Castellote; y el de Zaragoza de las Cuevas de Cañart el sábado, saliendo para ambos puntos el domingo por la mañana. prod. trigo, vino, aceite, judias, panizo, almendras y manzanas, recolectándose los suficiente para el consumo de las tres primeras especies, y de las restantes con escasez; hay poco ganado lanar y cabrio, por ser el térm. muy reducido y estar casi todo cultivado, y se cazan algunas perdices. pobl. de catastro 106 vec., 425 alm. El presupuesto municipal asciende a 8,240 rs. de los cuales disfruta el secretario del ayunt. 640, y se cubre aquel y estos con el producto de propios, que consisten en 600 rs. y lo restante por reparto vecinal.
(Madoz, 1847, pp. 413-414)

Hasta la reforma de la nomenclatura municipal de 1916 el municipio se llamaba simplemente Dos Torres. En dicha fecha su nombre fue modificado por el de Dos Torres de Mercader. El municipio de Dos Torres de Mercader desapareció en 1969, al ser incorporado junto con los de Santolea, Las Cuevas de Cañart y Ladruñán al término municipal de Castellote.

## Demografía

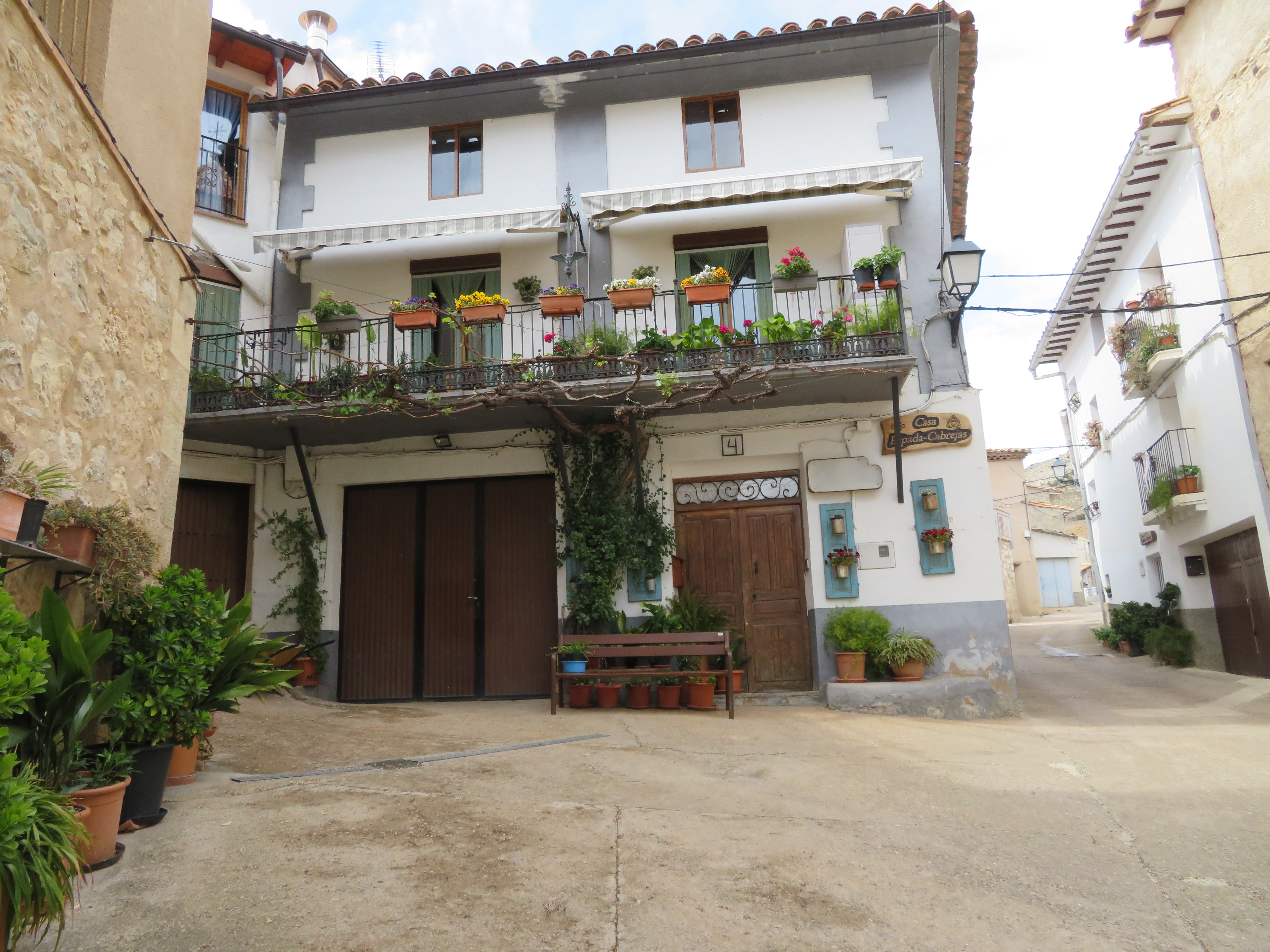
Edificio en la localidad

| Gráfica de evolución demográfica de Dos Torres de Mercader entre 1842 y 1960 |
| |
| Población de derecho según los censos de población del INE Población de hecho según los censos de población del INEEn estos censos se denominaba Dos-Torres: 1842, 1857, 1860, 1877 y 1887 En estos censos se denominaba Dos Torres: 1897, 1900 y 1910 Entre el censo de 1970 y el anterior, este municipio desaparece porque se integra en el municipio 44071 (Castellote) |

## Patrimonio.

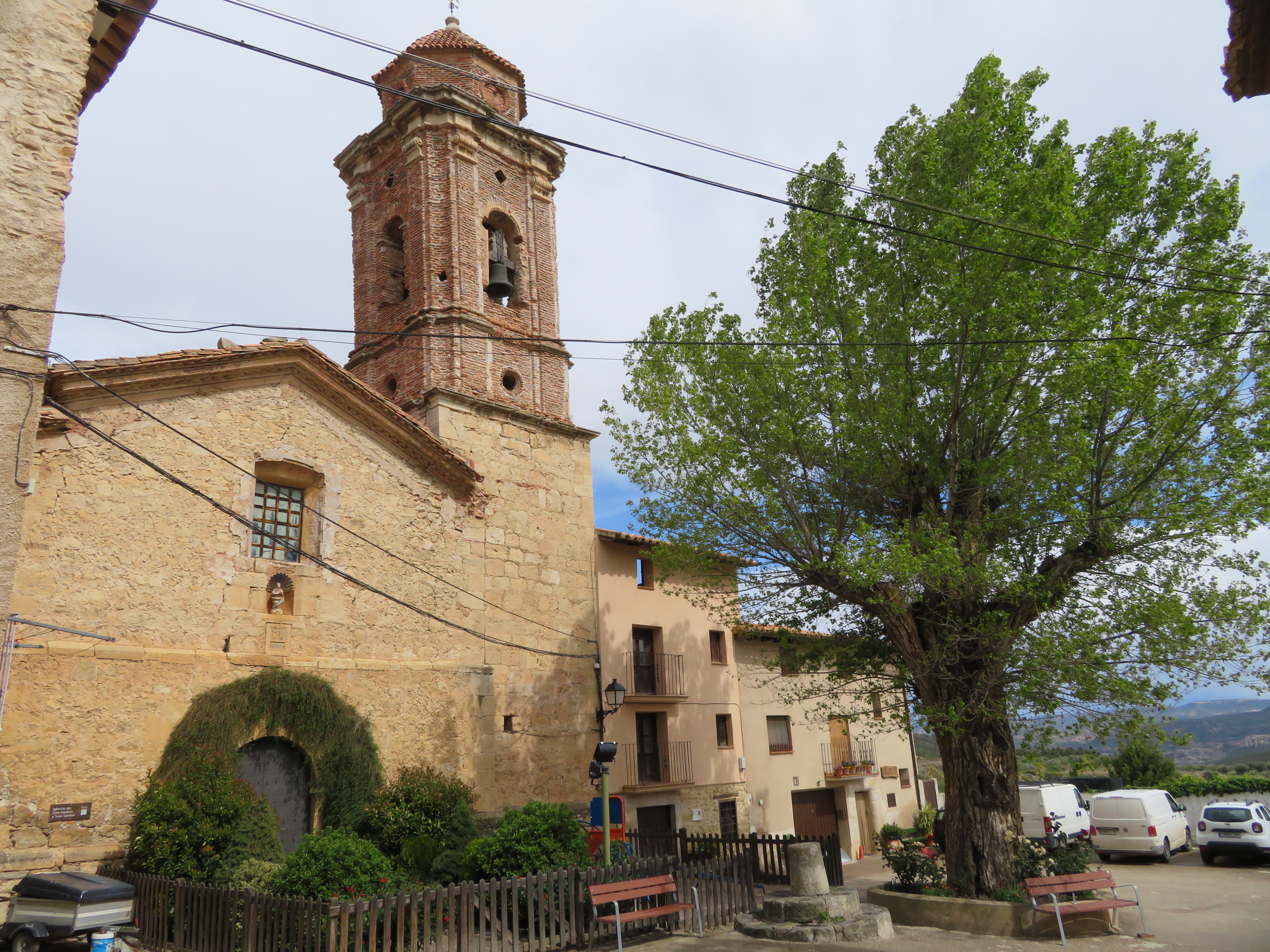
Iglesia de San Abdón y San Senén, parroquia de Dos Torres de Mercader, desde el año 1630.

- Iglesia parroquial de San Abdón y San Senén,[2] de fábrica barroca, data de 1630.
- Ermita del Calvario.
- Hornacinas de calle dedicadas a San Roque y San Blas.
- Casa consistorial, con cárcel municipal, cantina, lonja y trinquete para jugar al frontón.